# Pesudukuh
Pesudukuh is een bestuurslaag in het regentschap Nganjuk van de provincie Oost-Java, Indonesië. Pesudukuh telt 2362 inwoners (volkstelling 2010).